# 塔伊丰·科尔库特
塔伊丰·科尔库特（土耳其語：Tayfun Korkut，1974年4月2日—）是一名土耳其前足球运动员及现任足球教练。

## 球员生涯

### 俱乐部生涯
科尔库特成长于斯图加特附近的奥斯特菲尔登，并在当地的分区鲁伊特境内的俱乐部TB鲁伊特开始踢足球。随后，他加入了斯图加特踢球者的青训营。
1994年，科尔库特得以升入斯图加特踢球者的一线队参加德国南部地区联赛。至1995-96赛季，他加盟了土超球队费内巴切，在那里效力了五个赛季之后又于2000年转会至西甲球队皇家社会。三个赛季后，他再转投联赛竞争对手西班牙人。至2004-05赛季，科尔库特重返土耳其加盟土超球队贝西克塔什，并在球员生涯的晚期代表另一支土超效力。

### 国家队生涯
科尔库特曾于1995年至2003年间代表土耳其国家足球队出战42场。他参加了在英格兰举行的1996年欧洲足球锦标赛以及由比利时和荷兰合办的2000年歐洲足球錦標賽。

### 国家队入球
土耳其队的比分及入球列前。
| #  | 日期         | 场地                           | 对手 | 入球 | 比分 | 赛事               |
| -- | ------------ | ------------------------------ | ---- | ---- | ---- | ------------------ |
| 1. | 2001年6月2日 | 土耳其伊斯坦布尔，伊诺努体育场 |      | 1–0  | 3–0  | 2002年世界杯预选赛 |

## 教练生涯
科尔库特自2007年开始在他的老东家皇家社会的青训营开始执教生涯。在2009-10赛季，他担任賀芬咸的U-17青年队主教练。至2011年3月，他在科隆的亨内斯·魏斯魏勒学院考取了自己的足球教练证书，并自此持有欧洲足联执业资格。
在2011-12赛季，科尔库特成为斯图加特U-19青年队的新任主教练。至年底，他与俱乐部解约，因为他已收到土耳其足协的邀约。自2012年1月1日起，科尔库特开始担任土耳其国家足球队的助理教练。而在时任国家队主教练的阿卜杜拉·艾维奇于2013年8月辞职后，继任者并没有考虑将科尔库特纳入新的教练组。
2013年12月31日，科尔库特正式出任德甲俱乐部汉诺威96的主教练，在他接手时，球队仅积18分排名积分榜第13。他签署了一份期至2016年6月30日届满的而合同。在2013-14赛季的下半程，科尔库特共率队取得24分，并以积分榜的第10位完赛。在2014-15赛季的上半程，他同样以积24分排名第八，并在2014日历年全年的34场比赛中取得48分。2015年4月20日，在经历连续13场不胜——包括6场平局和7场失利之后，科尔库特遭到解职。
2016年6月15日，科尔库特获德乙俱乐部凯泽斯劳滕委任为新任主教练。然而仅半年后，他便于2016年12月以个人理由终止了这份德乙合同。
2017年3月6日，德甲俱乐部勒沃库森宣布由科尔库特担任球队主教练直至2016-17赛季结束。他接替了前一天被解雇的罗格·施密特。科尔库特在履新后对其前任的教练组进行了重组，其中马库斯·克勒舍被克萨韦尔·岑布罗德所取代，后者曾先后在汉诺威96和凯泽斯劳滕辅佐科尔库特。

## 个人生活
科尔库特的家庭属于巴尔干土耳其人，是在保加利亚境内的少数族裔；他们从那里移居土耳其西部的港口城市伊兹密尔。其后随着西德和土耳其签订劳工引入协议，他的家人又作为外籍劳工来到德国。